# Холодок тонколистий
Холодок тонколистий (Asparagus tenuifolius) — вид трав'янистих рослин родини холодкові (Asparagaceae), поширений у південній Європі й західній Туреччині. Використовується як декоративна рослина.

## Опис

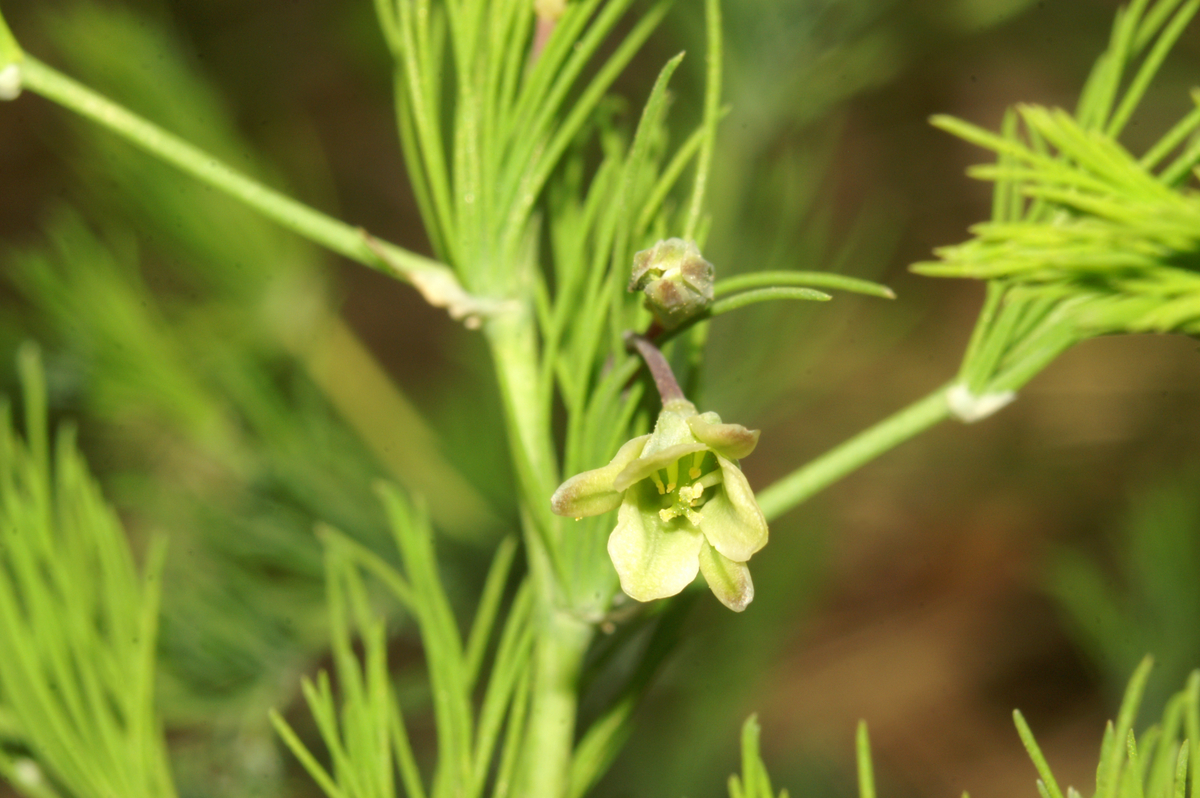
квітка

Багаторічна рослина 40–100 см завдовжки. Кладодії (зелений асимільований пагін, сплющений, який виконує функцію листка) (по 10–20 у пучку) дуже тонкі, волосоподібні, 0.1–0.3 мм діаметром, досить довгі (до 30 мм довжиною). Квітки на довгих тонких квітконіжках, зі зчленуванням трохи нижче верхівки. Стебло та гілки гладкі. Сегменти зовнішньої оцвітини (5)6–8 мм. Пиляки 0.4–0.5 мм. Ягоди 10–16 мм діаметром, червоні, з 2–6 насінням.

## Поширення
Європа: Австрія, Швейцарія, Болгарія, колишня Югославія, Італія (включаючи з Сицилією), Румунія, Франція; Азія: зх. Туреччина.
В Україні зростає на узліссях, в лісах і чагарниках — у південно-західній частині досить звичайний; у Криму зрідка. Входить до переліку видів, які перебувають під загрозою зникнення на території м. Севастополя.